# Phlebotomus rossi
Phlebotomus rossi är en tvåvingeart som beskrevs av Meillon och Lavoipierre 1944. Phlebotomus rossi ingår i släktet Phlebotomus och familjen fjärilsmyggor. Inga underarter finns listade i Catalogue of Life.